# Parque Nacional Cordilheira Azul
O Parque Nacional Cordillera Azul ou Cordilheira Azul, em português, é um parque nacional situado no Peru. Foi criado no dia 21 de maio de 2001 com o objetivo de se preservar os habitats locais, assim como a fauna, a flora e os recursos hídricos. Há uma estimativa haja 6 000 espécies no local, sendo que sempre são descobertas novas espécies.